# Arboles
Arboles è un centro abitato (census-designated place) degli Stati Uniti d'America, situato nella contea di Archuleta dello stato del Colorado. Nel censimento del 2000 la popolazione era di 232 abitanti.

## Geografia fisica
Secondo i rilevamenti dell'United States Census Bureau, Arboles si estende su una superficie di 13,8 km².